# Казеков
Казеков (нім. Casekow) — громада у Німеччині, у землі Бранденбург.
Входить до складу району Уккермарк. Підпорядковується управлінню Гарц (Одер). Населення - 2 166 мешканців (на 31 грудня 2010). Площа - 94,10 км². Офіційний код  —  12 0 73 097.

## Населення
| Рік  | Населення |
| ---- | --------- |
| 2005 | 2404      |
| 2010 | 2179      |